# Johann Hermann Schein

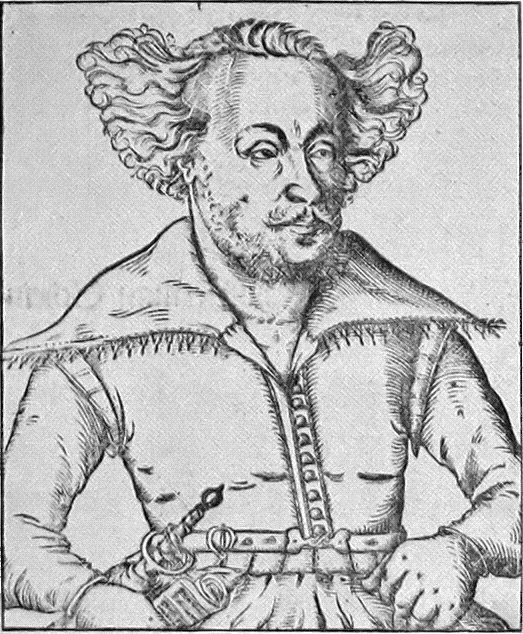
Johann Hermann Schein.

Johann Hermann Schein, född 1586 i Grünhain i Sachsen och död 1630 i Leipzig, var en tysk tonsättare, kyrkomusiker, koralboksutgivare och jurist verksam i Leipzig. 

## Biografi
Schein var en av förgrundgestalterna i den tyska barockmusiken, och benämndes på sin tid tillsammans med Samuel Scheidt och Heinrich Schütz "de tre berömda S:en".
Från 1616 var Schein kantor vid Thomasskolan i Leipzig, och från den posten ansvarade han för vokalmusiken i stadens samtliga kyrkor såväl som undervisade i musik. Schein hade ett eget förlag, där han gav ut sina egna kompositioner som bestod såväl av sakral som profan musik och instrumentella verk. Bland de instrumentella former han använde sig av finns sviten, exempelvis Banchetto musicale från 1617. 1623 gav han ut en samling madrigaler, Israelis Brünlein, i en stil som var ett resultat av Italiens madrigalkonst blandad med den tyska protestantiska traditionen av kyrkomusik.
Schein finns representerad i Den svenska psalmboken 1986 med ett verk enligt psalmbokens register som används till två psalmer och vars tonsättning bearbetats av Johann Crüger (nr 141 är samma som 620), därtill med bearbetning av en tonsättning (nr 159) enligt notering vid psalmen men inte finns angivet i författarregistret. En samlad upplaga av Scheins verk utgavs 1901-14 av Arthur Prüfer på Breitkopf & Härtel.

## Koraler
- Han på korset, han allena (1986 nr 141 med en hänvisning till nr 244 Säll är den som sina händer) tonsatt 1623 och samma som: 
  - Herre Gud, för dig jag klagar (1986 nr 620 med en hänvisning till nr 244 som därmed troligen är en melodivariant som kan användas för psalmerna, av okänt svenskt ursprung från 1697)
- Till härlighetens land igen (1986 nr 159) bearbetning 1628 av Bartholomäus Gesius koral.